# Нолле, Александр Петрович
Александр Петрович Нолле (литературный псевдоним Александр Кулешов, 1921—1990) — русский советский писатель и журналист, спортивный комментатор. Член Союза писателей СССР с 1963 года, заслуженный работник культуры РСФСР (1974).

## Биография
Александр Нолле родился 9 июня 1921 года в Москве, в семье литературоведа Петра Семёновича Когана. Близкий к Блоку в последние годы его жизни Самуил Алянский в разговоре с Мариной Цветаевой опровергал имевшие хождение слухи о том, что Александр Нолле — внебрачный сын Александра Блока.
Нолле участвовал в Великой Отечественной войне (в источнике Колле-Коган). В 1945 году он вступил в ВКП(б), в 1946 окончил французское отделение Военного института иностранных языков. Работал спортивным комментатором, журналистом, писал спортивную, детективную приключенческую, фантастическую прозу. Работал специальным корреспондентом на пятнадцати Олимпийских играх. Автор публицистических книг об Олимпийских играх (1960, 1964, 1968, 1972, 1976).
Будучи одним из руководителей Совета по приключенческой и научно-фантастической литературе Союза писателей СССР, на протяжении многих лет «официально возглавлял» эти направления советской литературы. В частности, вместе с Е. И. Парновым неоднократно представлял советскую научную фантастику на различных международных форумах. Член редколлегии альманаха-сборника «Мир приключений» и редколлегии «Библиотеки фантастики».
Умер 29 мая 1990 года в Швеции, был похоронен в Москве на Новодевичьем кладбище.

## Признание, награды
Награждён орденами Дружбы народов, «Знак Почёта», медалями. Лауреат премий Министерства обороны СССР (1972), имени А. Фадеева (1974), медаль имени А. Довженко (1982), конкурсов МВД СССР и Союза писателей СССР на лучшие произведения о милиции.

## Творчество
Печататься начал с 1950-х годов. Писал публицистику, а также спортивную, детективную и приключенческую прозу.
Редактор и один из авторов публицистических сборников «Американский спорт на службе реакции», «Советские спортсмены в борьбе за мир и дружбу», «Спортивная держава юных», «Бизнес на спорте». Автор повести «Две медали», романов «Счастливчики с улицы Мальшанс», «Как же быть?», «Унижение», рассказов.
Романы «Голубые молнии», «Ночное солнце» и «Белый ветер» посвящены советской армии.
Роман «Голубые молнии» был впервые напечатан в 1972 году в журнале «Знамя» (1972 , № 1-3), хорошо принят литературной критикой, через год вышел отдельной книгой в издательстве «Воениздат», многократно переиздавался, в 1978 году по мотивам романа был снят фильм «Голубые молнии».
Автор ряда произведений о работе милиции: романы «Заколдованный круг», «Как же быть?», «„Атлантида“ вышла в океан», «Разговор с неизвестным»; повести «Ночная погоня», «Сыщик», «Лишь бы не перепутать» и других.
В своём единственном научно-фантастическом произведении — романе «„Атлантида“ вышла в океан» (1969) — описывает сенсационную (и, как оказалось, сфальсифицированную) находку костей «австралантропа» — недостающего звена в цепи эволюции человека.

## Отзывы
Маркс Тартаковский, писатель:

Был ли хорошим человеком Александр Петрович Кулешов, появившийся на свет в июне 1921-го, за два месяца до смерти Блока? Не уверен.— 

## Произведения
- Советские спортсмены в борьбе за мир и дружбу. — М.: Физкультура и спорт, 1953. — 111 с.
- Снежная олимпиада (о VII зимних Олимпийских играх в Кортино д’Ампеццо). — М.: Физкультура и спорт, 1956. — 144 с. (совместно с Соболевым П. А.)
- В далёком Мельбурне: очерки о XVI олимпийских играх. — М.: Физкультура и спорт, 1957. — 360 с. (совместно с Соболевым П. А.)
- В далёком Мельбурне: очерки о XVI Олимпийских играх. — 2-е изд., испр. — М.: Физкультура и спорт, 1958. — 358 с. (совместно с Соболевым П. А.)
- Две медали: [Повесть] / А. Кулешов; Рис. худож. О. Г. Новозонова. — М.: Физкультура и спорт, 1959. — 209 с.
- Разговор с неизвестным: Рассказы / [Ил.: О. Навозонов]. — М.: Советская Россия, 1959. — 86 с.
- 500 000 километров в пути. — М.: Географгиз, 1960. — 264 с.
- В снегах Скво-Вэлли: Америка в олимпийские дни. — М.: Физкультура и спорт, 1960. — 224 с. (совместно с Соболевым П. А.)
- Записки спортивного журналиста. — М.: Физкультура и спорт, 1960. — 256 с.
- Адмирал воздуха: Рассказы / [Ил.: А. Ф. Таран]. — М.: Советский писатель, 1961. — 79 с.
- На Дальнем Западе: (путевые заметки). — М.: Географгиз, 1961. — 111 с.
- Познакомьтесь — дзю-до. — М.: Советская Россия, 1963. — 77 с.
- «Мартини» может погаснуть: повесть: [Для старш. возраста] / Рис. А. Иткина. — М.: Детгиз, 1963. — 191 с.
- До решения остаётся секунда…: [очерки]. — М.: Молодая гвардия, 1964. — 112 с.
- Счастливчики с улицы Мальшанс: роман [текст] / [Ил.: А. Голицын]. — М.: Мол. гвардия, 1966. — 286 с.
- Это твой долг: [Очерки]. — М.: Сов. Россия, 1966. — 106 с.
- «Атлантида» вышла в океан: науч.-приключенческий роман / [Послесл. канд. ист. наук Г. И. Анохина]. — М.: Знание, 1969. — 192 с.
- О чём умолчал гид. — М.: Знание, 1969. — 96 с.
- Падающие звёзды: [Для детей]. — М.: Физкультура и спорт, 1970. — 48 с.: ил. — (Спорт — детям).
- Спорт — таким я его видел / [Ил.: А. Ю. Литвиненко]. — М.: Физкультура и спорт, 1971. — 152 с.
- Шесть городов пяти континентов. — М.: Мысль, 1971. — 199 с., 16 л. ил.: схем. — (Путешествия. Приключения. Поиск).
- Голубые молнии: [роман]. — М.: Воениздат, 1973. — 335 с.
- Олимпийская Одиссея: [сборник] / сост. А. П. Кулешов. — М.: Физкультура и спорт, 1973. — 183 с.: ил. — (XX Олимпийские игры. Мюнхен,1972. — (Литературный портрет).
- Солдаты — сыновья солдат: [сборник очерков]. — М.: Изд-во ДОСААФ, 1974. — 176 с.
- Все новые горизонты: [о В. И. Ливенцеве]. — М.: Физкультура и спорт, 1975. — 215 с. — (Сердца, отданные спорту).
- Повесть о спортивном дипломате. — М.: Физкультура и спорт, 1977. — 232 с.
- Рейс продолжается: повесть // Мир приключений. — М.: Детская литература, 1980. — С. 220—313.
- Олимпийское беспокойство: повести / Александр Кулешов. — 2-е изд. — М.: Физкультура и спорт, 1982. — 656 с.
- Тупик: роман // День свершений: Приключения и фантастика. — М.: Худ. лит., 1989. — С. 215—442. [1982—1983]
- Эта боль со мной всегда: рассказ / Илл. В. Лукьянца // Искатель, 1984. — № 6. — С. 2—7.
- Голубые молнии. Роман. Для старшего возраста. Сокращённое издание. Рисунки Ю. Копылова. Оформление А. Ременника. (М.: Детская литература, 1976. — Военная библиотека школьника)
- Победил Александр Луговой. Повесть. Второе издание. Оформление и рисунки художника Евгения Шукаева. (М.: Физкультура и спорт, 1965)
- Белый ветер: роман. — М.: Воениздат, 1977. — 364 с.
- Повесть о спортивном дипломате. — М.: Физкультура и спорт, 1977. — 232 с.
- Ступени Монреаля. — М.: Физкультура и спорт, 1977. — 71 с.
- Рейс продолжается. повесть / Художник Н. С. Михайлов. — (Библиотечка журнала «Советская милиция», 1980. — № 02).
- Ночное солнце: роман. — М.: Воениздат, 1981. — 350 с.
- Памятник футболисту: (скандал в благородном семействе). — М.: Физкультура и спорт, 1983. — 176 с.
- Спортивная держава юных: очерк. [Для мл. шк. возраста] / Александр Кулешов; [Рис. Е. Калачова]. — М.: Детская литература, 1983. — 48 с.
- Тупик: роман / Александр Кулешов; [Худож. В. Васильев]. — М.: Молодая гвардия, 1984. — 238 с.
- Унижение: роман: [для старшего возраста]. — М.: Детская литература, 1984. — 223 с.
- Вижу цель: роман / Александр Кулешов; [Худож. Г. Филатов]. — М.: Дет. лит., 1986. — 204, [1] с.
- Военная косточка: роман. — М.: Воениздат, 1987. — 287 с.
- Страницы олимпийского дневника: [о пятнадцати зимних и летних олимпиадах, 1956—1984]. — М.: Физкультура и спорт, 1987. — 240 с.
- Пересечение: роман / Александр Кулешов. — М.: Молодая гвардия, 1989. — 218 с. — (Стрела. Приключения, путешествия, детектив). — ISBN 5-235-00393-4.
- Сыскное агентство. роман / Александр Петрович Кулешов. Художник М. Лисогорский. — М.: Детская литература, 1991. — (Библиотека приключений и научной фантастики).
- Чёрный эскадрон: сборник. — 1987. — (Мир приключений).
- Пересечение: роман. — М.: Молодая гвардия, 1989. — 218 с. — (Стрела: Приключения, путешествия, детектив). — 100 000 экз. — ISBN 5-235-00393-4.
- Арбатские подворотни: роман / Александр Кулешов; [Худож. Ф. Барбышев]. — М.: Московский рабочий, 1990. — 316, [1] с.: ил — ISBN 5-239-00791-8.
- Dvě medaile / Alexandr Petrovič Kulešov; Z rus. orig. přel. Jiří Moravec; Il. Miroslav Váša. — Praha: Sportovní a turistické nakl., 1961. — 191 с. (чешск.)
- Арбатские подворотни: роман / Александр Кулешов; [Худож. Ф. Барбышев]. — М.: Московский рабочий, 1990. — 316,[1] с. : ил.; 17 см; ISBN 5-239-00791-8.